# إدوين جين
إدوين جين (بالإنجليزية: Edwin Ginn)‏ هو ناشر أمريكي، ولد في 14 فبراير 1838 في أورلاند في الولايات المتحدة، وتوفي في 21 يناير 1914 في وينتشتر ‏ في الولايات المتحدة بسبب سكتة وذات الرئة.